# Illa Popina
L'illa Popina es troba a la llacuna nord del llac Razelm, a 6 km al nord-oest de la desembocadura del riu Danubi, a prop de basses i de les instal·lacions piscícoles de Sarinasuf. L'illa es troba al territori del comtat de Tulcea, a 500 m del poble de Iazurile, a la comuna de Valea Nucarilor.
L'illa de Popina domina la part nord de l'estuari de Razim amb una alçada de 47 m i una superfície de 98 ha. Es troba a 45° 17' 60" de latitud nord i 29 ° 38'60" de longitud est i ofereix una àmplia perspectiva sobre el mirall d'aigua i la riba nord de l'estuari de Razim. Atès que l'illa de les serps al mar Negre es va perdre i l'illa d'Ada Kaleh a les portes de ferro està coberta per aigua, l'illa Popina és l'única illa rocosa i pelàgica a Romania formada per separat dels al·luvions recents de la costa o de les costes.

## Breu història de la formació de l'illa
L'illa forma part geològicament de l'altiplà de Măcin, un romanent d'una dorsal continental rocosa, formada per calcàries mesozoiques i triàsiques, i parcialment coberta amb una capa de loess. A la riba nord de l'illa hi ha aigües termals, encara sense estudiar, que donen a l'illa un especial interès científic. En l'últim període glacial, Popina era un turó, envoltat d'aigua amb l'augment postglacial del nivell del mar Negre, fa deu a vuit mil anys.
Al Neolític, tota la costa des de l'estuari del Sinoe fins a l'illa de Popina, va ser el centre de formació i evolució de la civilització anomenada Hamangia (5. 000-3. 000 aC). A l'antiguitat, l'historiador grec Ptolemeu esmenta la presència de l'illa d'Eukon en una descripció d'una batalla naval romana amb els geto-dacis al golf d'Helmira. Segons algunes opinions, aquesta illa d'Eukon pot ser l'illa actual de Popina. Des de l'antiguitat tardana, el Danubi i els al·luvions marins van començar a tancar la badia circumdant, anomenada llavors Helmyra després de Ptolemeu o Halmyris pel naturalista romà Plini, convertint-la gradualment en un port anomenat Iancina a l'edat mitjana i Razim o Razelm (nom donat per Lipoveni) a l'era moderna.

## Zona estrictament protegida
Entre 1933-1941 i 1948-1994, l'illa Popina va ser una reserva natural, inicialment situada sota la protecció de l'Institut Bio-Oceanogràfic de Constanța fundat per Grigore Antipa. Posteriorment, per la Decisió del Govern núm. 248 de 27 de maig de 1994 per a l'adopció de mesures per tal d'aplicar la Llei núm. 82/1993 sobre l'establiment de la Reserva de la Biosfera "Delta del Danubi", l'illa Popina és una zona estrictament protegida de la Reserva de la Biosfera del Delta del Danubi.
A la zona de Popina, per a un perímetre de 3. 600 ha al voltant de l'illa, s'han dut a terme una sèrie de projectes de reconstrucció ecològica.
L'illa, aïllada del continent, ha estat capaç de preservar moltes espècies de plantes herbàcies específiques de l'estepa de Dobrogea, sent el lloc de nidificació d'alguns ocells i l'hàbitat d'alguns rèptils i insectes.

## Vegetació i fauna de l'illa
La vegetació de l'illa és abundant, ja que està formada per espècies de plantes herbàcies nanes específiques de l'estepa de Dobrogea (canyes i joncs), a més de plantes aquàtiques (sobretot nenúfars).
L'illa Popina és un important lloc de descans per a les aus migratòries. A la primavera, en aquesta zona amb una parada de vegetació xeròfila i baixa, provinent d'altres zones més càlides, ocells pantans (codobats del Congo), així com aus forestals com el rossinyol vermell (Luscinia megarhynchos), el beceró de cap negre (Emberiza melanocephala), cigonya de Bărăgan (Melanocorypha calandra) i d'altres espècies.
L'illa Popina també és un lloc important de nidificació dels califats blancs (Tadorna tadorna) i vermells (Tadorna feruginea).
A més dels ocells, també s'ha constatat la presència de fauna artròpoda a l'illa, que ha estat insuficientment estudiada. Entre aquests artròpodes esmentem rareses com ara l'aranya verinosa "vídua negra" (Lactrodectus tredecimguttatus) la presència de la qual a l'illa es va informar el 1965 i el miriàpode Scolopendra cingulata. Entre els insectes, l'illa de Popina és l'únic lloc del món on trobem la sega endèmica Isophya dobrogensis.

## Illa Popina a literatura i al cinema
El 1985, el director Ion Bostan (1914-1992) va realitzar un documental titulat "Balena de pedra (illa Popina)" al Cicle del Delta del Danubi - santuari natural... Delta insòlit.
El 2002 es va publicar la col·lecció en prosa d'Alexandra Fenoghen amb el títol “Gairebé històries” (editorial Kriterion, Bucarest-Cluj, 2002). A la història, plena de fantasia, alguns joves de l'illa Popina capturen dues serps. Després van a pescar i fan onejar la pell de la serp morta en lloc de la bandera. Tot això determina una sèrie de catàstrofes: una tempesta mortal, es cala foc l'illa, apareixen dos "malvats", com un càstig, potser, per destorbar un ordre inicial del món.